# Yassine Chikhaoui
Yassine Chikhaoui (arabisch ياسين الشيخاوي, DMG Yāsīn aš-Šīḫāwī; * 22. September 1986 in Radès) ist ein tunesischer ehemaliger Fußballspieler, der von  2007 bis 2015 beim FC Zürich und in der tunesischen Fußballnationalmannschaft spielte. Er ist Mittelfeldspieler und stand im tunesischen Kader zur Fußball-Weltmeisterschaft 2006 in Deutschland. Zu seinen größten Erfolgen zählten die tunesische Meisterschaft 2007, der CAF-Pokal Sieg 2006 mit Étoile Sportive du Sahel, dies als jüngster Kapitän in der Klubgeschichte und die Auszeichnung zum tunesischen Fußballer des Jahres 2006.

## Karriere
Yassine Chikhaoui wurde Ende 2007 von vielen europäischen Top-Klubs beobachtet. FCZ-Präsident Ancillo Canepa hatte Verhandlungen mit dem FC Bayern München um einen Transfer angekündigt.
Der weitere Verlauf seiner Karriere war allerdings weitgehend von Verletzungen geprägt. Er verpasste unter anderem fast die komplette Saison 2008/09. 
Im Dezember 2013 wurde berichtet, dass man beim FC Zürich den im Sommer auslaufenden Vertrag nicht verlängern werde. Nicht zuletzt dank seiner starken Leistung im Schweizer Cupfinal 2014 entschloss sich die Vereinsführung, seinen Vertrag doch noch zu verlängern. Im Juli 2014 wurde Chikhaoui sogar zum Kapitän befördert.
Chikhaoui wurde in der Schweiz schon als „Fussballgott“ und „perle tunisienne“ bezeichnet. Er gilt für viele als einer der begnadetsten Fußballer, die je in der Schweiz gespielt haben.

## Erfolge
- CAF-Pokal-Sieger mit Étoile Sportive du Sahel 2006
- Tunesien League 2006
- Bester Spieler Tunesiens 2006
- Championnat de Tunisie 2007
- Schweizer Meister 2009
- Schweizer-Cup-Sieger 2014